# Oldřich Laštůvka
Oldřich Laštůvka (16. prosince 1913 Husovice – 11. července 1996) byl český akademický malíř.

## Život
Oldřich Laštůvka se narodil 16. prosince 1913 v Husovicích u Brna. Vystudoval přírodovědeckou fakultu Masarykovy univerzity. Od roku 1938 pedagogicky působil jako středoškolský profesor na brněnských gymnáziích a od roku 1945 – 1952 pracoval u profesora Hlavici na katedře výtvarné výchovy fakulty architektury v Brně. V roce 1961 se stává odborným asistentem a později docentem na katedře estetické výchovy pedagogické fakulty v Brně, kde v letech 1969 – 1974 zastával vedoucí funkci. Byl členem Svazu českých výtvarných umělců.
Začátek jeho tvůrčí činnosti ovlivňovali nejvíce tři jeho významní učitelé profesoři Vincenc Makovský, který se proslavil nejen svým výtvarným, ale i sochařským uměním, dále pak prof. František Hlavica a prof. František Doubrava.
Oldřich Laštůvka začal – pozdržen válkou – svoji výtvarnou činnost na brněnské technice, kde byl po roce 1945 asistentem a pracoval tu spolu s profesorem Františkem Doubravou, který byl už tehdy vůdčím duchem ústavu. Doubravova smyslově okouzlená citová malba na něj měla zřejmý vliv. Nejstarší Laštůvkovy práce nesly příbuzné znaky v tematice i ve způsobu malířského uchopení motivu. Laštůvka si oblíbil dětské modely, nechal se okouzlit slunečním dnem i půvabným dívčím typem a u Doubravy nalézal pro ně způsob vyjádření, který si citlivě osvojil. Brzy si ovšem uvědomil, že s takovou tvůrčí metodou (byť mu přinášela umělecké výsledky) nemůže natrvalo vystačit. Byla mu sice blízká nebyla však jeho vlastním jazykem, nedávala mu možnost vyslovit se sám za sebe. S tímto vědomím začal pozvolna hledat cestu za vlastním výrazem, která byla vyjádřena na všech členských výstavách moravské pobočky svazu výtvarných umělců.
S plynoucím časem se stále více v Laštůvkových pracích objevuje tematická inspirace literárními díly a to především antikou, jež svými mýty a bájemi tvůrce okouzlila. V grafických cyklech se často věnuje postavě Hérakla, která ho přitahuje spíše tím, co je v ní lidského, než božskou stránkou své bytosti, nebo svého osudu, jenž ho po smrti přivádí do rodiny olympských bohů.
Heroické Héraklovo téma není však zdaleka jediným námětem v kolekci obrazů s antickou tematikou. Poutavý milostný příběh Daphnia a Chloe byl rozpracován v cyklu s podtitulem Motýlí láska. Grafik zde používá techniku speciálně přizpůsobeného rydla při vytváření rozkmitané linie, opisující obrysy postav, potrhaných motýlích křídel nebo květu orchideje.
Třetí z antických cyklů je věnován mýtu Ikara. V něm, podobně jako v obou předchozích, hledá autor vlastní způsob, jak tlumočit svou představu smělosti i tragického osudu člověka, toužícího letět ke slunci.
Na přelomu 70. a 80. let se Oldřich Laštůvka věnoval nejrůznějším portrétům, krajinám a samozřejmě i jemu velmi blízké antice (technikou tempery nebo pastelu). Své mnohaleté zkušenosti, vyjádřené v těchto dílech, sděluje ve zmíněné době návštěvníkům mnoha výstav organisovaných po celé naší vlasti.
Ke konci svého bohatého tvůrčího období přešel k nové malířské technice a to spojení pera s akvarelem. Ve svých dílech se opět vrací k milované antice. Ovlivněn postupnými změnami na naší politické scéně se však stále více věnuje i pohledu na současný život a současnou společnost.
V dalších letech se převážně věnoval linorytu a spojení pera s akvarelem.
Oldřich Laštůvka žil, pracoval a tvořil v Brně. Při příležitosti Laštůvkových nedožitých 85 let byla uspořádána městskou částí Brno-Bystrc výstava a vzpomínkový večer z jeho díla a byla po něm přejmenována ulice v Brně-Bystrci.